# 大饭店
是一部於1932年上映的美国前法典時期劇情电影，由埃德蒙·古爾丁執導，威廉·A·德雷克編劇，改編自德雷克的1930年英文同名戲劇，而戲劇則改編自Vicki Baum的1929年小說《Menschen im Hotel》。本片是奥斯卡最佳影片奖之一。
本片讲述的是一群人在一家大饭店内的离奇遭遇；演出的演员包括葛丽泰·嘉宝、約翰·巴里摩、瓊·克勞馥、華理士·勃利等当红巨星，本片成功创造了明星效应，在当年引起了很大的关注。虽然它的演员表星光闪闪，但其中任何演员均无获得任何奥斯卡提名，不过影片本身获得了奥斯卡最佳影片奖。

## 剧情
本片的故事发生在两次世界大战之间的和平年代，柏林的一家大饭店内。本片的主要角色有五个，男爵、芭蕾女伶、女速记员、企业家以及一位快死的病人。男爵虽然出手阔绰，但实际上他已经破产了，为了还债他伙同一伙强盗偷取珠宝。结果他又爱上失意的芭蕾女伶，后者受他影响重新有了自信与灵感。企业家的速记员因为缺钱而打算向企业家卖身求荣，引起了男爵的注意。最后，男爵把速记员介绍给了一位病人。此人知道自己将要不久于人世，于是取出了自己所有的存款打算挥霍一空。

## 演員
- 葛丽泰·嘉宝 飾 Grusinskaya
- 約翰·巴里摩 飾 Baron Felix von Geigern
- 瓊·克勞馥 飾 Flaemmchen
- 華理士·勃利 飾 General Director Preysing
- 賴尼爾·巴利摩 飾 Otto Kringelein
- 劉易斯·史東（英语：Lewis Stone） 飾 Dr. Otternschlag
- 簡·赫爾索特（英语：Jean Hersholt） 飾 Senf
- 羅伯特·麥克韋德（英语：Robert McWade） 飾 Meierheim
- 普爾內爾·B·普拉特（英语：Purnell Pratt） 飾 Zinnowitz
- 費迪南德·戈特沙爾克（英语：Ferdinand Gottschalk） 飾 Pimenov
- Rafaela Ottiano（英语：Rafaela Ottiano） 飾 Suzette
- 摩根·華萊士（英语：Morgan Wallace） 飾 Chauffeur
- 堤利·馬歇爾（英语：Tully Marshall） 飾 Gerstenkorn
- 法蘭克·康羅伊（英语：Frank Conroy (actor)） 飾 Rohna
- 莫瑞·金內爾（英语：Murray Kinnell） 飾 Schweimann
- 愛德溫·馬克斯韋爾（英语：Edwin Maxwell (actor)） 飾 Dr. Waitz
- 阿倫·詹金斯（英语：Allen Jenkins） 飾 酒店的肉類打包員

## 外部連結
- 開眼電影網上《大饭店》的資料（繁體中文）
- 豆瓣电影上《大饭店》的資料 （简体中文）
- 时光网上《大饭店》的資料（简体中文）
- AllMovie上《大饭店》的资料（英文）
- 爛番茄上《大饭店》的資料（英文）
- Box Office Mojo上《大饭店》的資料（英文）
- TCM电影资料库上《大饭店》的资料（英文）
- 互联网电影数据库（IMDb）上《大饭店》的资料（英文）

}
| 獎項                  | 獎項                    | 獎項                  |
| --------------------- | ----------------------- | --------------------- |
| 前任者： 《壮志千秋》 | 奥斯卡最佳影片奖 1932年 | 繼任者： 《气壮山河》 |